# Johanne Luise Heiberg

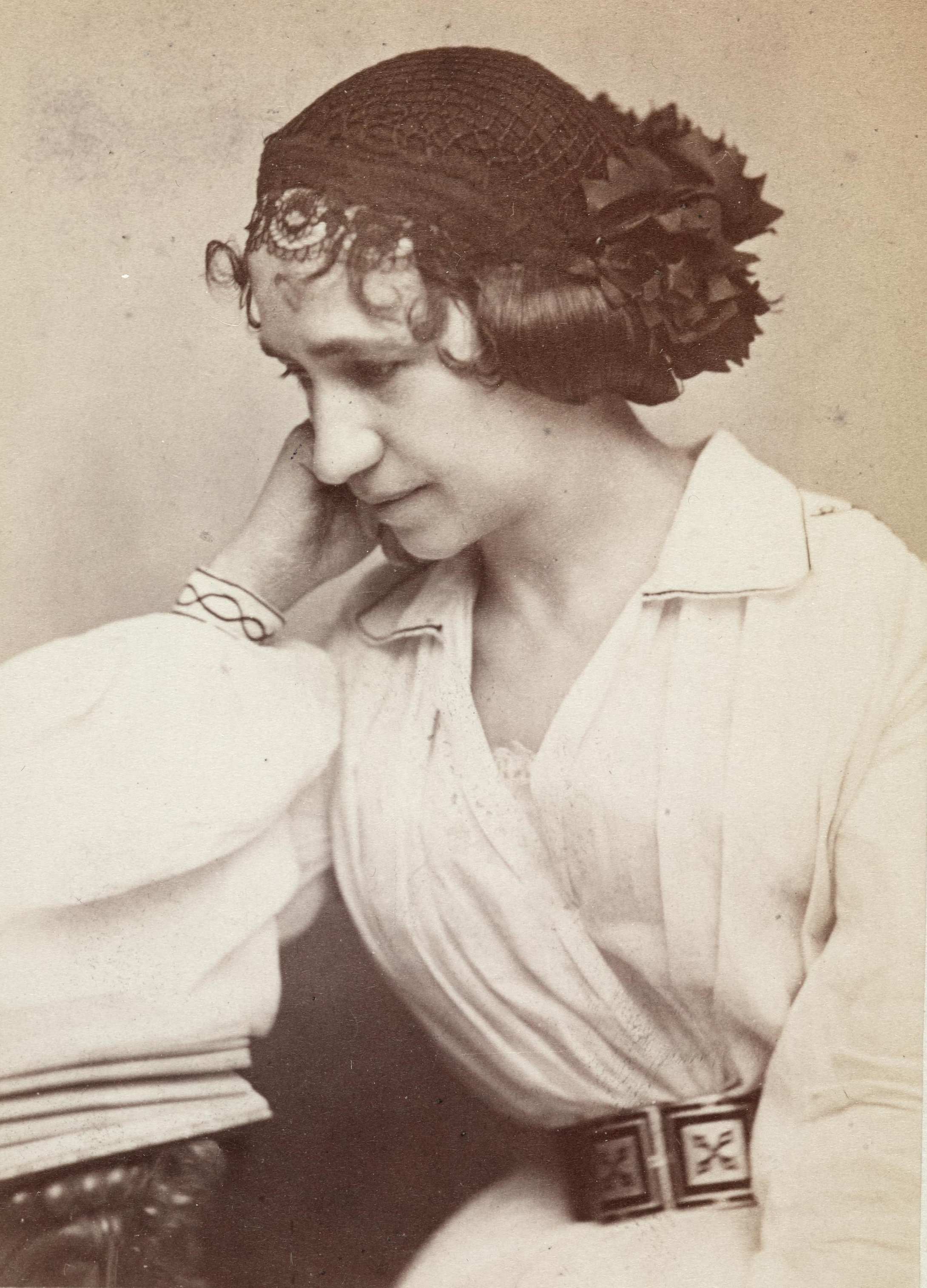
Johanne Luise Heiberg um 1850

Johanne Luise Heiberg, geborene Pätges (* 22. November 1812 in Kopenhagen, Dänemark; † 21. Dezember 1890 ebenda), war eine Schauspielerin in Kopenhagen während des Goldenen Zeitalters von Dänemark. 

## Leben
Wie ihr Zeitgenosse Hans Christian Andersen entstammte sie als Tochter eines aus Honnef stammenden deutschen Weinhändlers aus ärmlichen Verhältnissen und begann ihre Karriere im Kindesalter als Balletttänzerin. Bereits mit vierzehn Jahren hatte sie ihr Bühnendebüt, und zwar in Johan Ludvig Heibergs Vaudeville Aprilsnarrene. Der Autor verliebte sich in sie und heiratete sie 1831. Zusammen mit ihrem Mann und dessen Mutter Thomasine Gyllembourg bildete sie das schöngeistige Zentrum Kopenhagens. Rochus Freiherr von Liliencron nannte sie in seinen Lebenserinnerungen die Unsterbliche und beschrieb, wie es ihr gelang, eine winzige stumme Rolle in Holbergs Wochenstube in ein schauspielerisches Kabinettstück umzuschaffen. Auch Sören Kierkegaard gehörte zu den Bewunderern ihrer Kunst. Nach dem Tod ihres Mannes wurde sie Direktorin am Königlichen Theater. 
Johanne Luise Heiberg starb am 21. Dezember 1890 im Alter von 78 Jahren in Kopenhagen und fand ihre letzte Ruhestätte auf dem Friedhof Holmens Kirkegård, wo das Familiengrab erhalten ist. Sie hinterließ umfangreiche Lebenserinnerungen und gehört wie Rachel zu den großen Schauspielerinnen des 19. Jahrhunderts.

## Gedenken
Johanne Luise Heiberg war von 1997 bis 2010 auf dem 200-Kronen-Schein der Dänischen Nationalbank abgebildet.

## Werke
- En Søndag paa Amager (Ein Sonntag auf Amager), Vaudeville, 1848.
- Abekatten (Der Narr), 1849.
- Et liv gjemoplevet i erindringen (Ein erinnertes, wieder gelebtes Leben), Memoiren, 1891/92.